# Sędziwojowice
Sędziwojowice (niem. Friedrichswaldau) – dzielnica Góry położona we wschodniej części miasta. Sędziwojowice zostały przyłączone do miasta Góra w 1999.